# Cacique Bitagüí
El Cacique Bitagüí fue un líder indígena, nacido en Itagüí, que habitó el departamento Antioquia en Colombia. Según relatos de la región fue un cacique que trajo mucho progreso a la población, además de estimular un espíritu de lucha y protección. 
Debido a la poca evidencia de su existencia que se remite a los relatos de la población, es posible que se trate de una leyenda de la ciudad. Gracias a la popularidad del personaje indígena se le conoce a la tribu que él lideraba como los "Bitagüí".